# 臺南市龍崎區龍崎國民小學
臺南市龍崎區龍崎國民小學（簡稱龍崎國小），是一所位於中華民國臺南市龍崎區的國民小學。

## 沿革
- 1922年4月1日創校，設立龍崎公學校中坑分教場。
- 1929年4月1日中坑分教場位置變更，改稱為崎頂分教場。
- 1932年4月1日獨立，改稱為龍崎公學校。
- 1941年4月1日改稱為龍崎國民學校。
- 1968年8月1日改名為龍崎國民小學。
- 1994年8月1日龍船、土崎國小併入龍崎國小。
- 2001年8月1日土崎分校廢校。
- 2024年8月1日龍船分校停辦。

## 歷屆校長

### 戰後
| 屆   | 姓名   | 任期年份                     | 備註     |
| ---- | ------ | ---------------------------- | -------- |
| 1    | 李樹叢 | 1945年8月－1946年5月         |          |
| 2    | 鄭萬丁 | 1946年5月－1948年3月         |          |
| 3    | 林春海 | 1948年3月－1951年3月         |          |
| 4    | 周泉   | 1951年3月－1960年4月         |          |
| 5    | 徐盾   | 1960年4月－1972年8月         | 退休     |
| 代理 | 辜文通 | 1972年8月－1972年10月        |          |
| 6    | 徐安西 | 1972年10月－1981年8月        | 逝於任內 |
| 代理 | 吳阿記 | 1981年8月－1981年9月         |          |
| 7    | 卓松富 | 1981年9月－1991年3月         |          |
| 代理 | 吳阿記 | 1991年3月12日－1991年4月16日 |          |
| 8    | 陳勝義 | 1991年4月17日－1996年8月27日 |          |
| 9    | 康麗娟 | 1996年8月28日－2004年7月31日 |          |
| 10   | 黃溪泉 | 2004年8月1日－2012年7月31日  |          |
| 11   | 陳新昌 | 2012年8月1日－2019年6月30日  |          |
| 12   | 徐至賢 | 2019年8月1日－2023年7月31日  |          |
| 13   | 陳賢璁 | 2023年8月1日-至今            | 現任     |

## 外部連結
- 臺南市龍崎區龍崎國民小學